# Abe (film)
Abe è un film del 2019 diretto da Fernando Grostein Andrade.

## Trama
Abe è un bambino dodicenne per metà israeliano e metà palestinese di Brooklyn con una grande passione per il cibo e la cucina. Fuggito da un campo estivo culinario, Adam insieme allo chef afro-brasiliano "Chico" si specializza nel realizzare e servire cibi in occasione di fiere gastronomiche.

## Riconoscimenti[1]
- 2019 - Zlin Film Festival
  - Nomination Best Feature Film for Youth
- 2019 - Washington Jewish Film Festival
  - Best Narrative